# آرثر كرونين
آرثر كرونين (1867-1926) لاعب بريطاني  للتنس  في سنوات ما قبل الحرب العالمية 1. في ويمبلدون دخل فردياً أربع مرات بين عامي 1904 و 1910 و بلغ ربع النهائي في عام 1905 (فاز في مباراتين فقط ضدّ ميجور ريتشي).